# Reece James (voetballer, 1993)
Reece James (Bacup, 7 november 1993)  is een Engels voetballer die bij voorkeur als linksback speelt. Hij tekende in juli 2015 een contract tot medio 2018 bij Wigan Athletic, dat hem voor een niet bekendgemaakt bedrag overnam van Manchester United.

## Clubcarrière
James genoot zijn jeugdopleiding bij achtereenvolgens Rossendale United, Blackburn Rovers, Preston North End en Manchester United, waar hij in juli 2012 een contract tekende. De club verhuurde hem in 2013 aan Carlisle United, op dat moment actief in de League One. James debuteerde hier op 3 augustus 2013 in het betaald voetbal, tegen Leyton Orient. Vier dagen later viel hij geblesseerd uit tegen Blackburn Rovers, waarna hij op 24 september terugkeerde bij Manchester United. James maakte op 23 juli 2014 twee doelpunten in de voorbereiding van Manchester United op het nieuwe seizoen 2014/15, tegen Los Angeles Galaxy. De dan net aangetreden coach Louis van Gaal nam hem in de zomer van 2014 mee op de pre-season tour van Manchester United in de Verenigde Staten. James maakte dat seizoen ook zijn officiële debuut in de hoofdmacht van Manchester United, tijdens een verloren wedstrijd in het toernooi om de League Cup tegen MK Dons. Het bleef zijn enige optreden in het eerste team. Manchester verhuurde hem in november 2014 voor zes weken aan Rotherham United en eind maart 2015 voor twee maanden aan Huddersfield Town, dat jaar allebei spelend in de Championship.
James tekende in juli 2015 een contract tot medio 2018 bij Wigan Athletic, dat in het voorgaande seizoen degradeerde naar de League One. Dat nam hem voor een niet bekendgemaakte bedrag over.